# کیلی گوسی
کیلی گوسی (انگلیسی: Kylie Gauci؛ زادهٔ ۱ ژانویهٔ ۱۹۸۵) ورزشکار بسکتبال اهل استرالیا است.
وی در مسابقات کشوری و بین‌المللی در مجموع برندهٔ ۲ مدال نقره، ۱ مدال برنز شده‌است.